# Litván labdarúgó-szuperkupa
A Litván labdarúgó-szuperkupa (hivatalos nevén: Lietuvos futbolo supertaurė) egy 1995-ben alapított, a Litván labdarúgó-szövetség által kiírt kupa. Tradicionálisan az új idény első meccsét jelenti, s az előző év bajnoka játszik az előző év kupagyőztesével. 
A legsikeresebb csapat a Žalgiris gárdája, 6 (hat) győzelemmel.

## Kupadöntők
| Év   | Győztes               | Eredmény                                                                | Döntős                                                                  |                                                                         |
| ---- | --------------------- | ----------------------------------------------------------------------- | ----------------------------------------------------------------------- | ----------------------------------------------------------------------- |
| 1995 | Inkaras-Grifas Kaunas | Elmaradt — Az Inkaras-Grifas Kaunas nyerte a bajnokságot és a kupát is. | Elmaradt — Az Inkaras-Grifas Kaunas nyerte a bajnokságot és a kupát is. | Elmaradt — Az Inkaras-Grifas Kaunas nyerte a bajnokságot és a kupát is. |
| 1996 | Kareda Šiauliai       | 2–1                                                                     | Inkaras-Grifas Kaunas                                                   |                                                                         |
| 1997 | Nem rendezték meg     | Nem rendezték meg                                                       | Nem rendezték meg                                                       | Nem rendezték meg                                                       |
| 1998 | Ekranas Panevėžys     | 3–0                                                                     | Kareda Šiauliai                                                         |                                                                         |
| 1999 | Nem rendezték meg     | Nem rendezték meg                                                       | Nem rendezték meg                                                       | Nem rendezték meg                                                       |
| 2000 | Nem rendezték meg     | Nem rendezték meg                                                       | Nem rendezték meg                                                       | Nem rendezték meg                                                       |
| 2001 | Nem rendezték meg     | Nem rendezték meg                                                       | Nem rendezték meg                                                       | Nem rendezték meg                                                       |
| 2002 | FBK Kaunas            | Elmaradt — Az FBK Kaunas nyerte a bajnokságot és a kupát is.            | Elmaradt — Az FBK Kaunas nyerte a bajnokságot és a kupát is.            | Elmaradt — Az FBK Kaunas nyerte a bajnokságot és a kupát is.            |
| 2003 | FK Žalgiris           | 2–1                                                                     | FBK Kaunas                                                              |                                                                         |
| 2004 | FBK Kaunas            | Elmaradt — Az FBK Kaunas nyerte a bajnokságot és a kupát is.            | Elmaradt — Az FBK Kaunas nyerte a bajnokságot és a kupát is.            | Elmaradt — Az FBK Kaunas nyerte a bajnokságot és a kupát is.            |
| 2006 | Ekranas               | 2–1                                                                     | FBK Kaunas                                                              |                                                                         |
| 2007 | FBK Kaunas            | 1–0                                                                     | FK Sūduva                                                               |                                                                         |
| 2008 | FBK Kaunas            | Elmaradt — Az FBK Kaunas nyerte a bajnokságot és a kupát is.            | Elmaradt — Az FBK Kaunas nyerte a bajnokságot és a kupát is.            | Elmaradt — Az FBK Kaunas nyerte a bajnokságot és a kupát is.            |
| 2009 | FK Sūduva             | 0–0 (2–1, b.u.)                                                         | FK Ekranas                                                              |                                                                         |
| 2010 | FK Ekranas            | Elmaradt — Az FK Ekranas nyerte a bajnokságot és a kupát is.            | Elmaradt — Az FK Ekranas nyerte a bajnokságot és a kupát is.            | Elmaradt — Az FK Ekranas nyerte a bajnokságot és a kupát is.            |
| 2011 | FK Ekranas            | Elmaradt — Az FK Ekranas nyerte a bajnokságot és a kupát is.            | Elmaradt — Az FK Ekranas nyerte a bajnokságot és a kupát is.            | Elmaradt — Az FK Ekranas nyerte a bajnokságot és a kupát is.            |
| 2012 | Nem rendezték meg     | Nem rendezték meg                                                       | Nem rendezték meg                                                       | Nem rendezték meg                                                       |
| 2013 | VMFD Žalgiris         | 1–0                                                                     | FK Ekranas                                                              |                                                                         |
| 2014 | VMFD Žalgiris         | Elmaradt — A VMFD Žalgiris nyerte a bajnokságot és a kupát is.          | Elmaradt — A VMFD Žalgiris nyerte a bajnokságot és a kupát is.          | Elmaradt — A VMFD Žalgiris nyerte a bajnokságot és a kupát is.          |
| 2015 | VMFD Žalgiris         | Elmaradt — A VMFD Žalgiris nyerte a bajnokságot és a kupát is.          | Elmaradt — A VMFD Žalgiris nyerte a bajnokságot és a kupát is.          | Elmaradt — A VMFD Žalgiris nyerte a bajnokságot és a kupát is.          |
| 2016 | FK Žalgiris           | 1–1 (4–1, h.u.)                                                         | FK Trakai                                                               |                                                                         |
| 2017 | FK Žalgiris           | 1–0                                                                     | FK Trakai                                                               |                                                                         |
| 2018 | FK Sūduva             | 5–0                                                                     | FC Stumbras                                                             |                                                                         |
| 2019 | FK Sūduva             | 2–0                                                                     | FK Žalgiris                                                             |                                                                         |
| 2020 | FK Žalgiris           | 1–0                                                                     | FK Sūduva                                                               |                                                                         |
| 2021 | FK Panevėžys          | 2–2; 3–2 b.u.                                                           | FK Žalgiris                                                             |                                                                         |
| 2022 | FK Sūduva             | 0–0; 3–2 b.u.                                                           | FK Žalgiris                                                             |                                                                         |

- h.u. – hosszabbítás után
- b.u. – büntetők után

## Statisztika

### Győzelmek száma klubonként
| Csapat       | Győztes                                      | Döntős               |
| ------------ | -------------------------------------------- | -------------------- |
| FK Žalgiris  | 7 (2003, 2013, 2014, 2015, 2016, 2017, 2020) | 3 (2019, 2021, 2022) |
| FK Sūduva    | 4 (2009, 2018, 2019, 2022)                   | 2 (2007, 2020)       |
| FK Ekranas   | 4 (1998, 2006, 2010, 2011)                   | 2 (2009, 2013)       |
| FBK Kaunas   | 3 (2004, 2007, 2008)                         | 2 (2003, 2006)       |
| FK Inkaras   | 1 (1995)                                     | 1 (1996)             |
| FK Kareda    | 1 (1996)                                     | 1 (1998)             |
| FK Panevėžys | 1 (2021)                                     | –                    |
| FK Trakai    | –                                            | 2 (2016, 2017)       |
| FC Stumbras  | –                                            | 1 (2018)             |